# Sericodes capreolanus
Sericodes capreolanus är en nattsländeart som beskrevs av Schmid 1987. Sericodes capreolanus ingår i släktet Sericodes och familjen långhornssländor. Inga underarter finns listade i Catalogue of Life.